# Glyptopetalum euonymoides
Glyptopetalum euonymoides är en benvedsväxtart som beskrevs av Merrill. Glyptopetalum euonymoides ingår i släktet Glyptopetalum och familjen Celastraceae. Inga underarter finns listade.